# پیتر روک

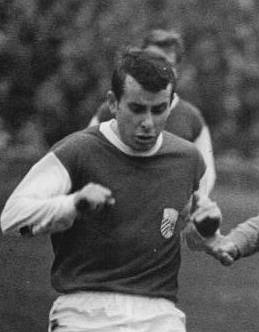
پیتر روک در سال ۱۹۶۶

پیتر روک (به آلمانی: Peter Rock) بازیکن فوتبال و مهاجم اهل آلمان شرقی بود که از سال ۱۹۶۷ میلادی عضو تیم ملی فوتبال آلمان شرقی بوده‌است. وی در ۱۱ بازی ملی حضور داشته و در بازی‌های ملی‌اش ۱ گل به ثمر رساند. پیتر روک آخرین بازی ملی خود را در سال ۱۹۷۱ میلادی انجام داد.